# 基線 (海)

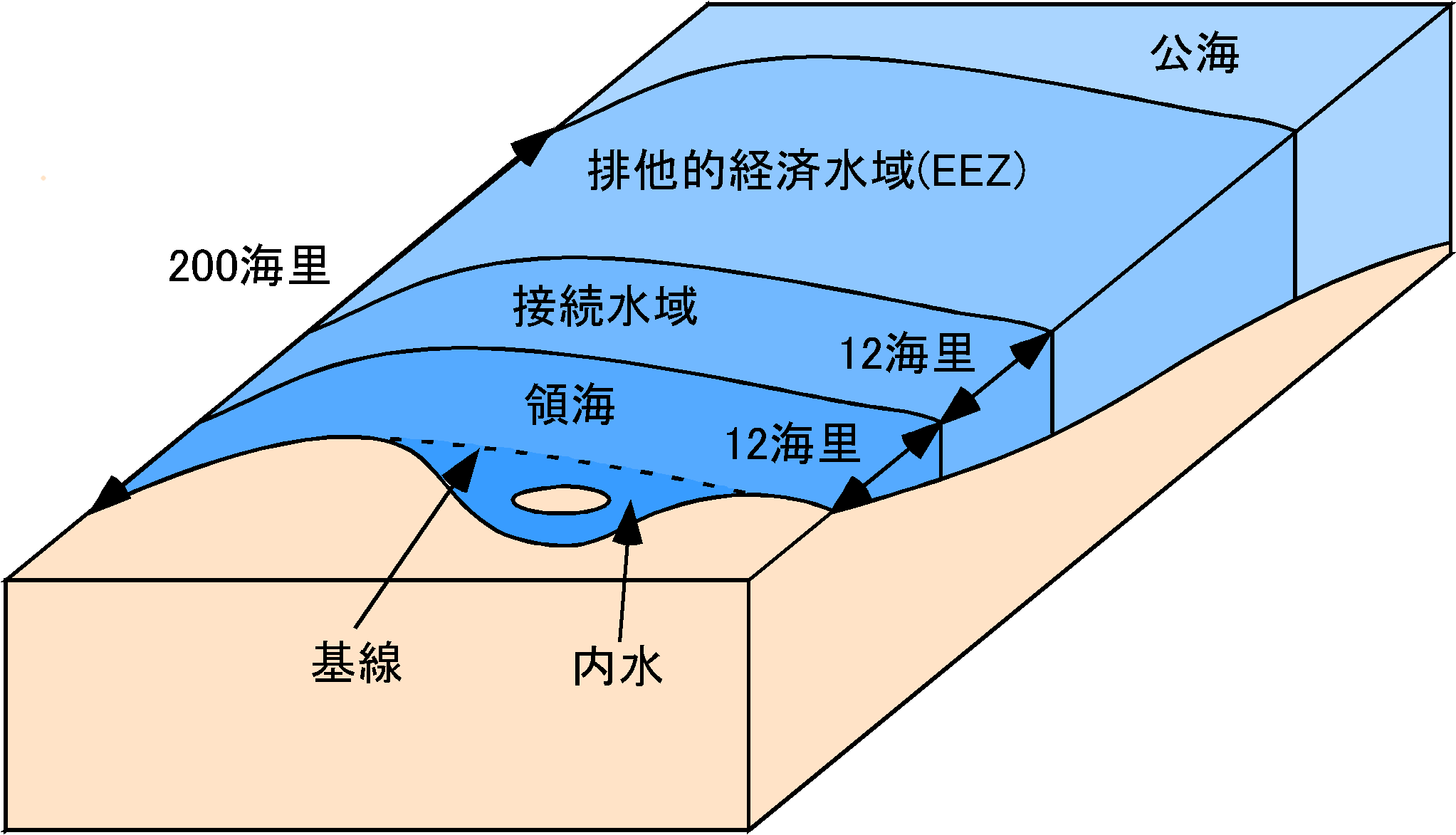
基本的な海域の区分。領海は基線から測って12海里まで。接続水域は24海里まで。排他的経済水域は200海里まで。

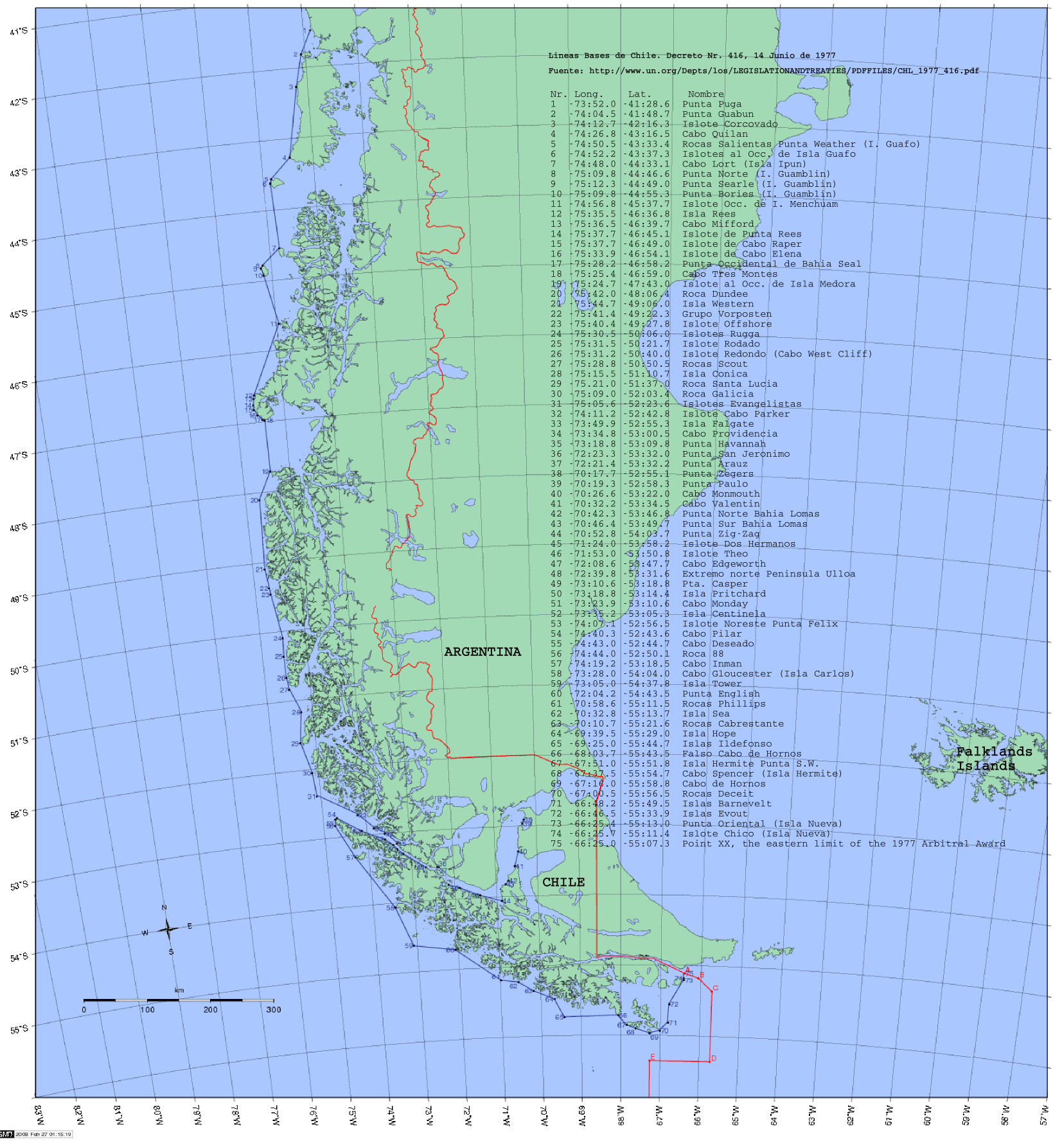
黒線がチリの基線。

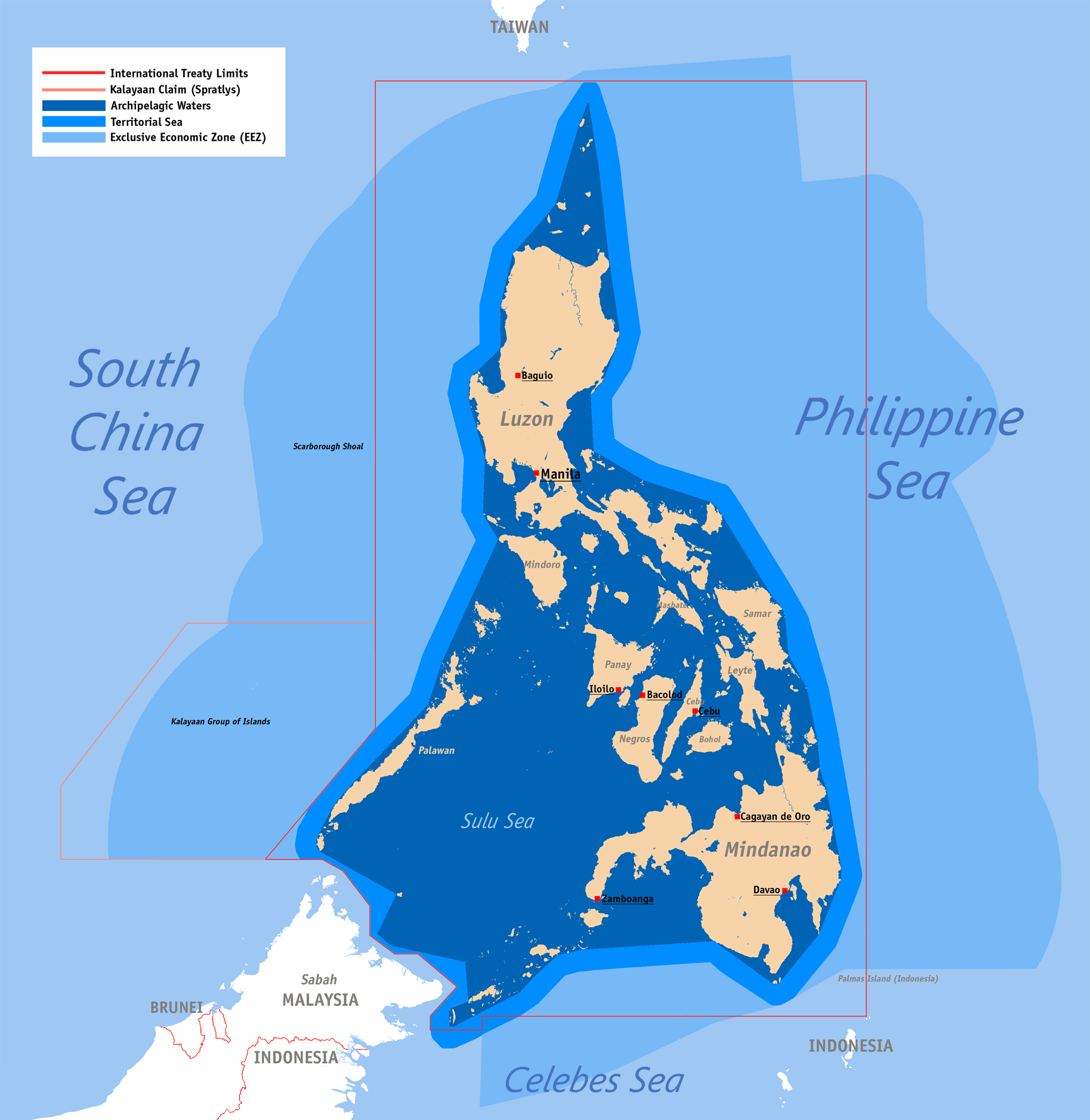
濃い青で示した海域の外側がフィリピンの群島基線。

基線（きせん）は、領海、接続水域、排他的経済水域、大陸棚の幅を測定するための起算点となる線である。領海基線（りょうかいきせん）と言われることもある。

## 各海域の幅算出
国連海洋法条約によると、海岸を有する国家は、陸地側から見て基線から沖合に12海里までを自国の領海、基線から24海里までを自国の接続水域、基線から200海里までを自国の排他的経済水域、とそれぞれ宣言することができる。また同条約は、領海をこえて領土の自然の延長をたどって大陸棚縁辺部の外縁に至るまでの海底部分をその国の大陸棚として宣言できるとしたが、大陸棚縁辺部が基線から200海里の距離までに延びていない場合には200海里までの海底部分をその国の大陸棚として宣言できるとし、逆に大陸棚縁辺部が200海里を超えている場合には基線から350海里か、または2500メートルの等深線から100海里までをその国の大陸棚の限界線とした。ただし2カ国以上の国が海を隔てて向かい合っているか、または同一の海域に面して隣り合っているために、たがいが主張する排他的経済水域や大陸棚などが重なり合う場合はこの限りではない。群島基線の場合を除き、基線より陸地側の水域は内水となる。基線は線の引き方に応じて通常基線、直線基線、群島基線に分けられる。

## 通常基線
通常基線は大縮尺海図上の低潮線に沿って線を引く方式であり、この通常基線が最も古くより用いられてきた領海基線の引き方である。一般に海岸線が直線に近く単純な形状をしている場合に採用されることが多く、海岸線に平行に線を引く形で用いられる。

## 直線基線
海岸が複雑に湾入していたり本土から至近距離に島が散在する場合には、直線基線方式が採用される。直線基線を引くことによって通常基線を引いた場合よりもより広い内水・領海を確保しようとしたノルウェーによる措置の適法性が争われた1951年のノルウェー漁業事件国際司法裁判所判決では、それまで通常基線方式の採用が慣例として認められてきたことを確認しながらも、基線が海岸線の一般的方向から逸脱していないことや、直線基線方式の採用によって内水として取り込まれる水域と陸地部分との間に経済的要因などを考慮して密接な関連があることを条件として、直線基線方式の採用を認めた。このノルウェー漁業事件で示された要件は後に領海条約（1958年）第4条や国連海洋法条約（1982年）第7条に取り入れられ、直線基線方式は一般的に承認されるところとなった。

## 群島基線
群島基線は、群島国にのみ認められた基線の引き方である。国連海洋法条約によると、群島国とは全体が群島からなる国家のことで、群島の最も外側の島の点を結んだ直線の内側の水域の面積と陸地側の面積の比が1:1〜9:1の間でなければならない。そして最も外側の島の点を結んだ直線が群島国の群島基線であり、群島基線で囲まれた水域は群島水域となる。水域と陸地の面積の比の他に、国連海洋法条約は群島基線が群島の輪郭の一般的方向から外れてはならないことも条件としている。群島の外側を結んだ直線であることから、これを直線基線とする場合もある。こうした条件を満たす群島国として具体的にはフィリピン、インドネシア、フィジー、バハマ、パプア・ニューギニアなどが挙げられる。